# Барбара Крамптон
Барбара Крамптон (енгл. Barbara Crampton; рођена 27. децембра 1958. у Левиттауну, Њујорк) је америчка глумица, најпознатија по улогама у бројним хорор филмовима током 1980-их, због којих је постала једна од глумица које су сврстане међу „краљице вриска”. Највећу славу стекла је главним улогама у филмовима: Реаниматор (1985), Из друге димензије (1986), Чопинг мол (1986) и Ти си следећи (2011).
За улогу др Кетрин Макмајклс у филму Из друге димензије била је номинована за Награду Сатурн за најбољу главну глумицу, али је изгубила од Сигорни Вивер (Рипли у филму Осми путник 2). Године 2016. примљена је у Фангоријину хорор кућу славних, чиме се придружила Линеи Квигли, Хедер Лангенкамп, Џејми Ли Кертис, Сигорни Вивер и Данијели Харис. У филмовима, улогу њеног партнера често тумачи Џефри Коумс.

## Биографија
Крамптон је рођена у Левиттауну, на Лонг Ајленду, Њујорк, у католичкој породици. Одрасла је у Вермонту, где је завршила основне академске студије из уметности театра. Након дипломирања, Барбара се накратко преселила у Њујорк Сити, где је у Америчком глумачком театру тумачила лик Корделије у драми Краљ Лир.
У децембру 1986, Крамптон се појавила у издању магазина Плејбој, које је носило наслов „Једноставно зверски. Иза сваког успешног чудовишта стоји жена”.
У периоду 1988—1990. била је удата за Дејвида Бојда. Године 2000. удала се за Роберта Блекмена, са којим има троје деце и тренутно живи у Мил Валију, Калифорнија.

## Каријера
Каријеру је започела 1983. улогом Тристе Еванс Брадфорд у популарној сапуници, Дани наших живота. Филмски деби имала је у Дублерки (1984) редитеља Брајана де Палме. Уследиле су прве главне улоге и то у хорорима: Реаниматор (1985), Чопинг мол (1986) и Из друге димензије (1986), за који је била номинована за Награду Сатурн за најбољу главну глумицу.
Током 1990-их играла је главну улогу у још једном хорору, Наказа из дворца (1995), где је по 5. пут сарађивала са Џефријем Коумсом. У том периоду појавила се и у неколико популарних ТВ серија, као што су: Одважни и лепи, Усмеравајуће светло и Дадиља.
После неколико мањих улога у периоду 2000-их, појавила се у још једном хорору који је привукао пажњу публике и добио кутлни статус, Ти си следећи (2011). Након тога, појавила се у Играма на путу (2015), где је говорила и енглески и француски. На филму Кућа смрти (2017), сарађивала је са великим бројем колега из хорор жанра, као што су: Роберт Инглунд, Дани Трехо, Адријен Барбо, Камиј Китон, Кејн Ходер, Бил Мозли, Мајкл Бериман, Кен Фори, Гунар Хансен, Даг Бредли и Ди Волас.
Учествовала је у снимању документарца о хорор филмовима из 1980-их, У потрази за тамом (2019), као и у његовом наставку из 2020.

## Филмографија
| Улоге Барбаре Крамптон |                                 |               |                       |                                                |
| Година                 | Српски назив                    | Изворни назив | Улога                 | Напомена                                       |
| 1983—1984.             | Дани наших живота               |               | Триста Еванс Брадфорд | ТВ серија                                      |
| 1984.                  | Дублерка                        |               | Керол                 |                                                |
| 1984.                  | Санта Барбара                   |               | Паула                 | ТВ серија                                      |
| 1985.                  | Момци на распусту               |               | Криси                 |                                                |
| 1985.                  | Реаниматор                      |               | Меган Холси           |                                                |
| 1986.                  | Чопинг мол                      |               | Сузи Лин              |                                                |
| 1986.                  | Из друге димензије              |               | др Кетрин Макмајклс   | Награда Сатурн за најбољу главну глумицу (ном) |
| 1987—2007.             | Млади и немирни                 |               | Лина Лав              |                                                |
| 1989.                  | Господар играчака               |               | жена на карневалу     |                                                |
| 1991.                  | Трансери 2                      |               | Сади Брејди           |                                                |
| 1993.                  | Рат робота                      |               | др Леда Фанинг        |                                                |
| 1993—1995.             | Усмеравајуће светло             |               | Минди Луис            | ТВ серија                                      |
| 1995.                  | Наказа из дворца                |               | Сузан Рајли           |                                                |
| 1995—1998.             | Одважни и лепи                  |               | Меги Форестер         | ТВ серија                                      |
| 1996.                  | Свемирске камионџије            |               | Керол                 |                                                |
| 1997.                  | Дадиља                          |               | Барбара Крамптон      | ТВ серија                                      |
| 1998.                  | За истим столом                 |               | муштерија             | ТВ серија                                      |
| 1999.                  | Плавци Пацифика                 |               | Глорија Стоквел       | ТВ серија                                      |
| 2004.                  | Сестринство                     |               | госпођа Мастер        |                                                |
| 2011.                  | Ти си следећи                   |               | Обри Дејвисон         |                                                |
| 2012.                  | Господари Сејлема               |               | Вирџинија Кабл        |                                                |
| 2015.                  | Још смо ту                      |               | Ен Сакети             |                                                |
| 2015.                  | Игре на путу                    |               | Мери                  |                                                |
| 2015.                  | Приче о Ноћи вештица            |               | Дарла                 |                                                |
| 2016.                  | Иза капија                      |               | Евелин                | и продуценткиња                                |
| 2017.                  | Кућа смрти                      |               | др Карен Редмејн      |                                                |
| 2018.                  | Господар играчака: Најмањи рајх |               | Керол Дорески         |                                                |
| 2019.                  | У потрази за тамом              |               | саму себе             | документарац                                   |
| 2020.                  | Бежи, сакриј се, бори се        |               | госпођа Крофорд       |                                                |
| 2020.                  | У потрази за тамом 2            |               | саму себе             | документарац                                   |
| 2021.                  | Џејкобова жена                  |               | Ен Федер              |                                                |